# Erich Ollenhauer
Erich Ollenhauer (27. marts 1901 i Magdeburg – 14. december 1963 i Bonn) var en tysk politiker, der var formand for SPD og samtidig partiets gruppeformand i Bundestag fra 1952 til 1963.
Ollenhauer blev medlem af SPD i 1920 og af partiets ledelse i 1933. Da nazisterne overtog magten kort efter, forlod han og bl.a. Otto Wels og Hans Vogel Tyskland til fordel for Prag. Her begyndte de at oprette en eksilorganisation, der i 1937 flyttede til Paris. Under Anden Verdenskrig rejste Ollenhauer rundt i Europa for at undgå nazisternes forfølgelse – først til Danmark, siden Frankrig, Spanien, Portugal og til sidst London, hvor han blev til krigens afslutning. Her holdt han tætte forbindelser til Labour. Eksilorganisationen var flyttet til London, og Ollenhauer blev nærmeste medarbejder for partiets formand Hans Vogel. Ollenhauer vendte tilbage til Tyskland i februar 1946, og i maj samme år blev han sekretær på partiets kontor i Hannover under ledelse af Kurt Schumacher. Han blev desuden valgt som næstformand for partiet. I 1949 blev han medlem af Bundestag, hvor han frem til 1952 var næstformand for partiets gruppe. 
Efter Schumachers pludselige død senere samme år, blev Ollenhauer valgt til partiformand og generalsekretær. Under hans ledelse blev partiet omdannet fra et arbejderparti til et centrum-venstre-baseret folkeparti. Han blev i 1951 medlem af Kul- og Stålunionens forsamling, men nedlagde hvervet allerede i 1953, da han stillede op til kansler. Det gjorde han også i 1957, men tabte begge gange til CSU/CDU's kandidat, Konrad Adenauer. I 1957 lancerede han den såkaldte Ollenhauer Plan, som indebar en transeuropæisk sikkerhedsalliance, hvor et forenet Tyskland ville være en ligeværdig partner. Idéen var radikal i sin tid, men banede senere vejen for Willy Brandts Ostpolitik, ligesom den påvirkede udviklingen i Den Europæiske Union (f.eks. den fælles udenrigs- og sikkerhedspolitik) for ikke at nævne Tysklands genforening.
I 1961 afviste Ollenhauer at stille op som kansler for tredje gang. Han støttede i stedet Berlins borgmester Willy Brandt. Tre måneder før sin død blev Ollenhauer valgt som formand for Socialistisk Internationale. Han døde efter lang tids sygdom.